# Elgin (Iowa)
Elgin es una ciudad situada en el condado de Fayette, en el estado de Iowa, Estados Unidos. Según el censo de 2010 tenía una población de 683 habitantes.

## Geografía
Según la Oficina del Censo de los Estados Unidos, la localidad tiene un área total de 1,71 km², la totalidad de los cuales 1,71 km² corresponden a tierra firme.

## Demografía
Según el censo de 2010, había 683 personas residiendo en la localidad. La densidad de población era de 399,42 hab./km². Había 343 viviendas con una densidad media de 200,58 viviendas/km². El 98,83 % de los habitantes eran blancos, el 0,15% afroamericanos, el 0,44 % amerindios, el 0,15 % de otras razas, y el 0,44 % pertenecía a dos o más razas. El 1,02 % de la población eran hispanos o latinos de cualquier raza.